# Sarah Wägnert
Sarah Maria Wägnert, född 22 mars 1974, är en svensk undersköterska som givit namn åt Lex Sarah, 14 kap. 3 § i Socialtjänstlagen.

## Lex Sarah
Wägnert kritiserade i oktober 1997 sin arbetsgivare ISS Care, som drev äldreboendet Polhemsgården i Solna kommun. I Sveriges Televisions nyhetsprogram Rapport hävdade hon att äldre kunde ligga i timmar och ropa på hjälp och att de ofta fick liggsår. ISS Care fick återlämna skötseln av äldreboendet till kommunen. År 1999 kom en ändring i socialtjänstlagen, den så kallade Lex Sarah.

## Utmärkelser
- Årets svensk i radioprogrammet Efter tolv (1997)
- Hedersdoktor vid Mälardalens högskola (23 april 2010) som en viktig förebild för vår verksamhet inom hela området Hälsa och välfärd[2]